# Phomopsis cirsii
Phomopsis cirsii är en svampart som beskrevs av Grove 1935. Phomopsis cirsii ingår i släktet Phomopsis och familjen Diaporthaceae.   Inga underarter finns listade i Catalogue of Life.